# Sin/Pecado
Sin/Pecado (pecado = sin på portugisiska) är gothmetalbandet Moonspells tredje studioalbum, som släpptes 1998.

## Låtlista
1. Slow Down
2. HandMadeGod
3. 2econd Skin
4. Abysmo
5. Flesh
6. Magdalene
7. V.C. (Gloria Domini)
8. Eurotic A
9. Mute
10. Dekadence
11. Let The Children Cum To Me
12. The Hanged Man
13. 13!